# Погост-Монастырский
Погост-Монастырский — деревня в Красносельском районе Костромской области. Входит в состав Шолоховского сельского поселения.

## География
Находится в юго-западной части Костромской области на расстоянии приблизительно 5 км на северо-запад по прямой от районного центра поселка Красное-на-Волге на левом берегу речки Стежера.

## История
В 1872 году здесь (тогда деревня Погост) было учтено 18 дворов, в 1907 году отмечено было 23 двора.

## Население
Постоянное население составляло 115 человек (1872 год), 92 (1897), 89 (1907), 0 в 2002 году, 1 в 2022.